# محراب مسجد محله ده
محراب مسجد محله ده مربوط به دوره ایلخانی است و در قمصر، داخل شهر واقع شده و این اثر در تاریخ ۲ اسفند ۱۳۲۷ با شمارهٔ ثبت ۳۶۹ به‌عنوان یکی از آثار ملی ایران به ثبت رسیده است.